# Amniota (classification phylogénétique)
Cette page a pour objet de présenter un arbre phylogénétique des Amniota (Amniotes), c'est-à-dire un cladogramme mettant en lumière les relations de parenté existant entre leurs différents groupes (ou taxa), telles que les dernières analyses reconnues les proposent. Ce n'est qu'une possibilité, et les principaux débats qui subsistent au sein de la communauté scientifique sont brièvement présentés ci-dessous, avant la bibliographie.

## Arbre phylogénétique
Le cladogramme présenté ici ne possède qu'une valeur indicative. Il n'est pas forcément consensuel, et on peut toujours se référer à la bibliographie au bas de l'article.
Le symbole ▲ renvoie à la partie immédiatement supérieure de l'arbre phylogénétique du vivant. Le signe ► renvoie à la classification phylogénétique du groupe considéré. Tout nœud de l'arbre portant plus de deux branches montre une indétermination de la phylogénie interne du groupe considéré.
Les habitudes typographiques des botanistes et des zoologistes sont différentes. Ici, par commodité de lecture, et certains groupes actuels relevant des deux domaines traditionnels, les noms de taxons supérieurs au genre sont tous écrits en caractères droits, les noms de genres ou d'espèces en italiques.
À la suite d'un taxon, sa période d'apparition, quand elle est connue, peut être indiquée suivant la légende suivante :
(Plé) : Pléistocène ; (Pli) : Pliocène ; (Mio) : Miocène ; (Oli) : Oligocène ; (Éoc) : Éocène ; (Pal) : Paléocène ; (Cré) : Crétacé ; (Jur) : Jurassique ; (Tri) : Trias ; (Per) : Permien ; (Car) : Carbonifère ; (Dév) : Dévonien ; (Sil) : Silurien ; (Ord) : Ordovicien ; (Camb) : Cambrien ; (Edi) : Édiacarien. Pour plus de précision si possible, (-) : inférieur ; (~) : moyen ; (+) : supérieur.

- ▲
  - Amniota (Car)
    - Synapsida (Car)
      - Therapsida (Per)
        - Mammalia ► (Tri)

    - Sauropsida (Car)
      - Anapsida (éteint) (Car)
      - Diapsida (Car)
        - Ichthyosauria (éteint)
        - ...
          - Lepidosauromorpha (Per)
            - Sauropterygia (éteint)
            - ...
              - Testudines ou Chelonii ►
              - Lepidosauria ►

          - Archosauromorpha (Per)
            - Archosauria (Tri)
              - Suchia ►
              - Ornithodira
                - Dinosauria ►
                  - Aves ►

                - Pterosauria (éteint)

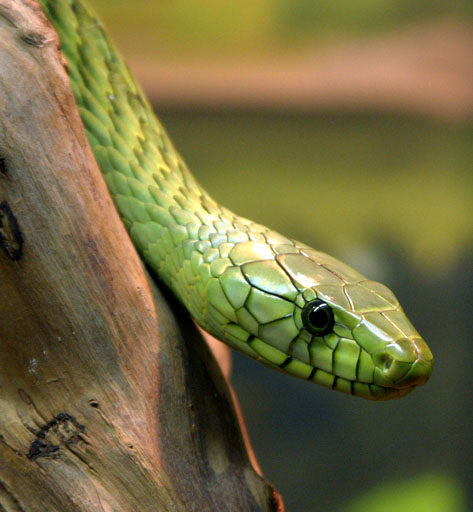
Dendroaspis viridis (Elapidae)
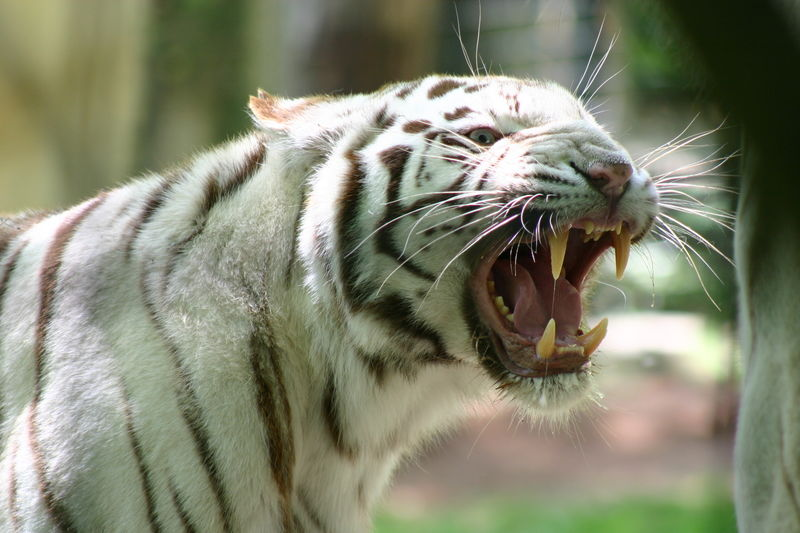
Tigre d'Asie à robe blanche (Panthera tigris)
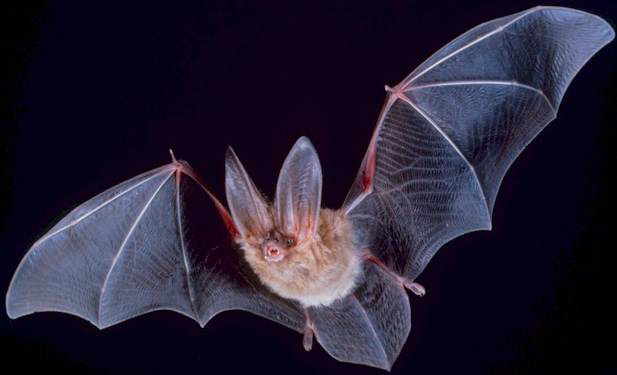
Chauve-souris (Corynorhinus townsendii)
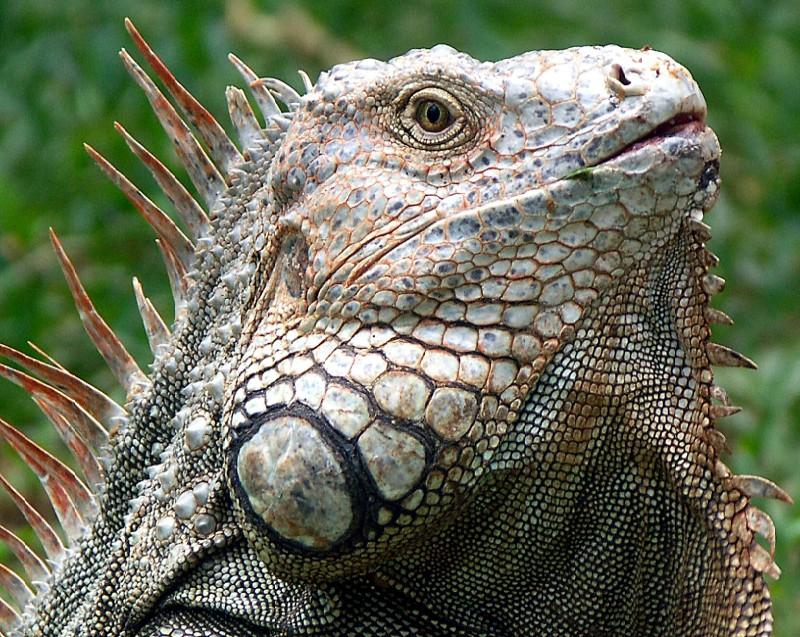
Iguana iguana (Iguanidae)
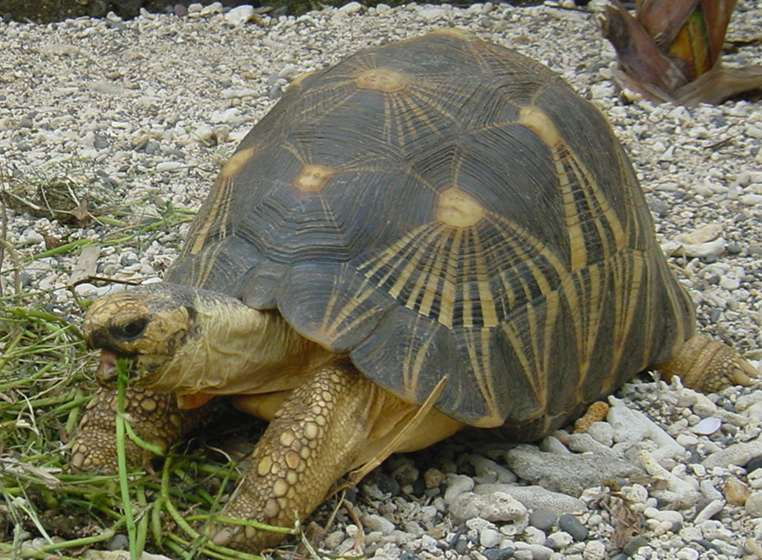
Tortue étoilée de Madagascar (Astrochelis radiata, Testudinidae)
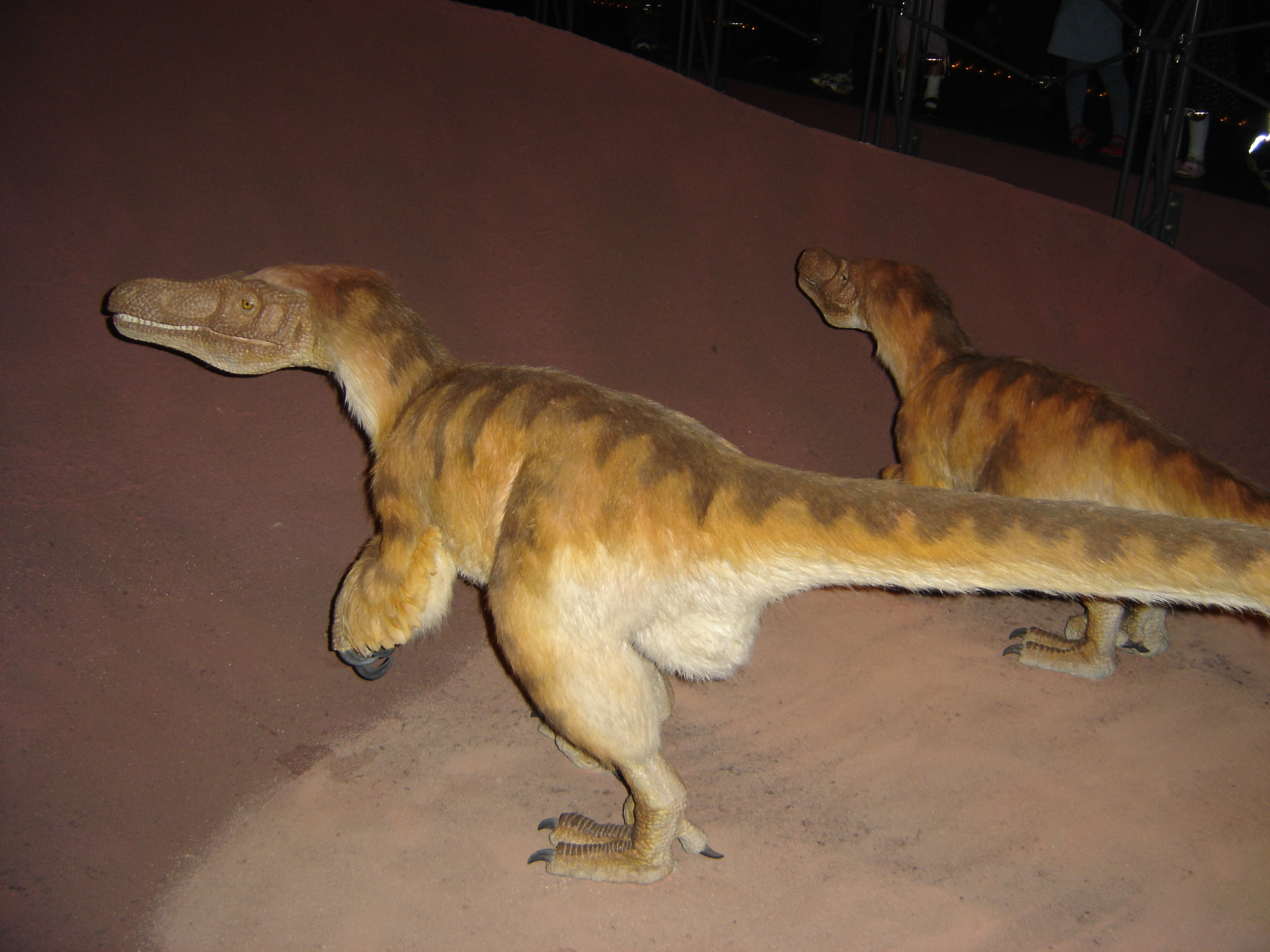
Velociraptor (Theropoda)
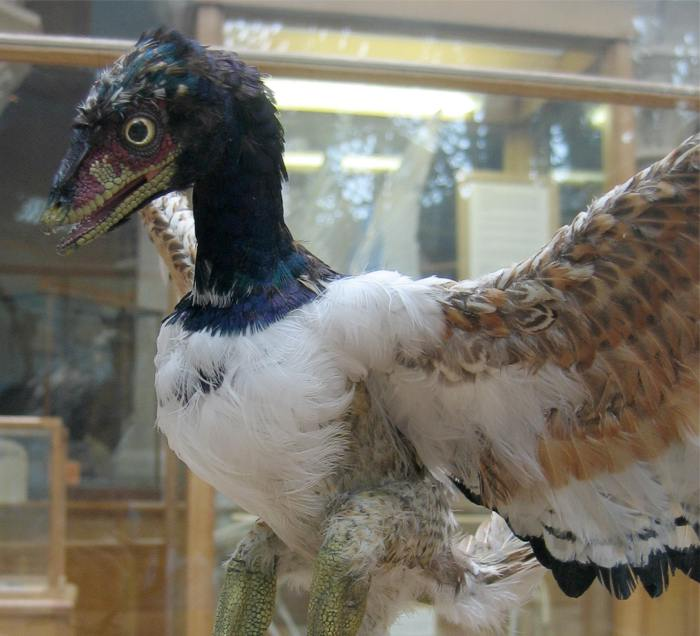
Archaeopteryx (Theropoda)
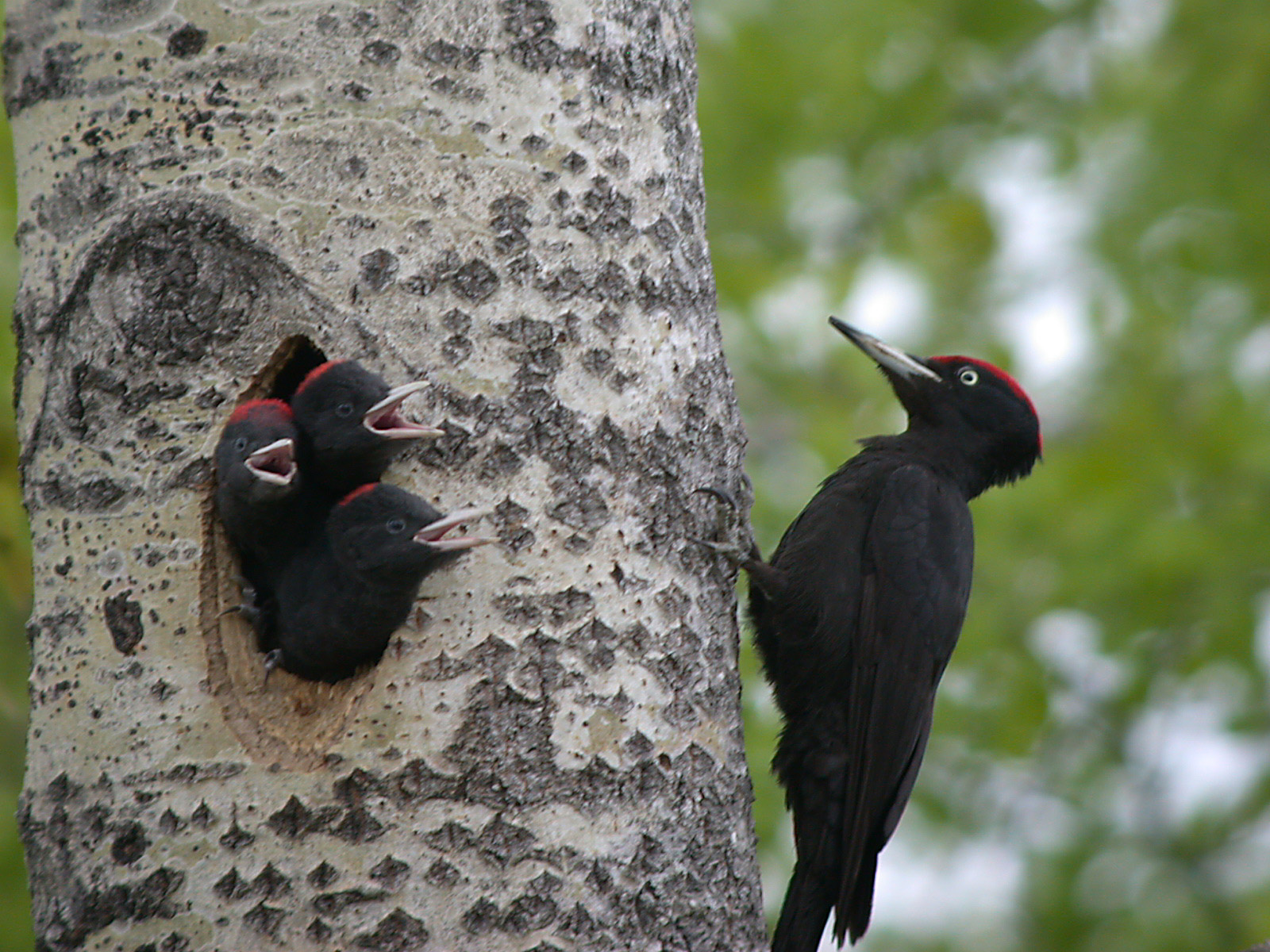
Pic noir (Dryocopus martius, Picidae)

## Débat scientifique relatif à la phylogénie desAmniota
Le consensus est aujourd'hui établi sur la division des Amniotes en deux groupes monophylétiques : celui au sein duquel prennent place les Mammifères auprès des Reptiles mammaliens dont ils sont issus, et celui qui rassemble les « autres » Reptiles, parmi lesquels, chez les Archosauriens, les Oiseaux (issus des Dinosaures) et les Crocodiliens sont des groupes frères dans la faune actuelle.
Néanmoins la place des Tortues dans le second groupe reste objet de débat. Sont-elles des Anapsides, apparues parmi les Pumilioparéiasaures ? Sont-elles plutôt des Diapsides comme on tend à le penser dorénavant ? Et dans ce cas, sont-elles le groupe frère des autres Diapsides, ou bien plus proches parentes des Archosauriens ? Ou des Lépidosauriens, selon les analyses de Müller et Reisz, et de Lyson et al., comme montré ci-dessus ?